# Otto Gröné
Otto Henrik Gröné, född 4 december 1872 i Grönby församling, Malmöhus län, död 2 december 1960 i Slottsstadens församling, Malmö, var en svensk läkare och kommunalpolitiker (höger). Han var farbror till Lennart Gröné.
Gröné avlade studentexamen 1893, blev medicine kandidat 1898, medicine licentiat 1901 samt medicine hedersdoktor vid Lunds universitet 1918. Han företog flera utrikes studieresor 1901–21 och tjänstgjorde som avdelningsläkare vid Reservespital XV i Wien 1915. Han var underläkare vid Malmö allmänna sjukhus 1902–06, läkare vid barnbördsavdelningen där 1907, lasarettsläkare och överläkare vid barnbördsavdelningen 1909–37 samt styresman vid Malmö allmänna sjukhus 1917–30. 
Gröné författade ett 30-tal uppsatser inom obstetrik, bland annat Om havandeskap och förlossning vid organiskt hjärtfel (1913) och Om den s.k. havandeskapnjuren (1916). Av hans övriga skrifter märks Malmö barnsjukhus: Minnesskrift: Redogörelse för föreningens för barnasjukvård i Malmö verksamhet under åren 1881–1949 (1950) och Malmö allmänna sjukhus 100 år: drag ur sjukhusvården i Malmö fordom och nu (1957). 
Gröné var ledamot av stadsfullmäktige i Malmö 1919–34 och dess förste vice ordförande 1929–34. Han var ordförande, vice ordförande och styrelseledamot i ett i flertal korporationer, föreningar och kommittéer.